# 슈타인바흐투코투코
슈타인바흐투코투코(Ctenomys steinbachi)는 투코투코과에 속하는 설치류의 일종이다. 볼리비아의 토착종이다. 학명은 동물 수집가 슈타인바흐 박사(José Steinbach , 1856-1929)의 이름에서 유래했다.